# Solanum trepidans
Solanum trepidans är en potatisväxtart som beskrevs av Charles Henry Wright. Solanum trepidans ingår i släktet skattor som ingår i familjen potatisväxter. Inga underarter finns listade i Catalogue of Life.